# 六島 (大字)
六島（むしま）は、岡山県笠岡市にある大字である。
郵便番号は714-0038（笠岡郵便局管区）。人口は88人（男性41人、女性47人）で、世帯数は47世帯。

## 概要
笠岡諸島の最南端にあたり、真鍋島の南西、飛島の南方に位置する。有人島の六島とその周囲にある小属島からなる。
明治期の町村制施行により小田郡真鍋島村の一部となっていたが、同村が昭和30年に笠岡市に編入合併し、同市の大字となり現在に至る。当時の小田郡および現在の笠岡市の最南端の地域である。
一時期、島内にある小学校が児童がいなくなったため、休校状態となったときがある。

## 地勢
島嶼
- 六島 - 有人島、小属島あり

山岳
- 大石山 - 笠岡十名山のひとつ

## 主要施設
教育
- 笠岡市立六島小学校
- 六島あゆみ園

公共
- 六島公民館
- 北浦文化会館

医療
- 六島診療所

小売店・事業所
- 三宅商店
- 前畑商店
- 中尾工務店
- 六島航路

神社仏閣・その他宗教
- 六島神社
- 妙音院
- 天理教六島分教会

他
- 六島灯台